# Olej calophyllum
Olej calophyllum - otrzymywany poprzez tłoczenie z owoców drzewa z rodzaju gumiak (Calophyllum inophyllum). Jest to olej aromatyczny, tłusty, o bardzo intensywnym zapachu i brązowo-zielonym zabarwieniu.
| Pochodzenie:                 | Indie, region Pacyfiku |
| Skład:                       | zawiera ponad 49% kwasu olejowego, 21,3% kwasu linolowego, 14,7% kwasu palmitynowego, ponad 12% kwasu stearynowego, 15-20% żywicy. |
| Kategoria:                   | olej półschnący |
| Ważność:                     | po otworzeniu 4-6 miesięcy |
| Wytrzymałość na temperatury: | nie ogrzewać |
| Zastosowanie                 | Stosuje się głównie w przemyśle kosmetycznym i farmaceutycznym. Używany jako dodatek do olejków leczniczych i maści przy ropiejącej lub zainfekowanej (np. trądzik), zanieczyszczonej skórze. Wspomaga proces gojenia, podwyższa odporność. Przynosi ulgę skórze głowy i łagodzi podrażnienia. |